# Jules Schelvis

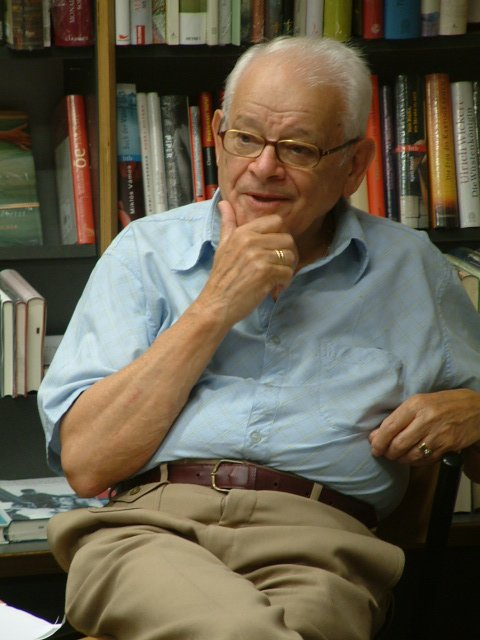
Jules Schelvis (2006)

Jules Schelvis (* 7. Januar 1921 in Amsterdam; † 3. April 2016 in Amstelveen) war ein niederländischer KZ-Überlebender. Er war Gefangener mehrerer Konzentrationslager, u. a. des Vernichtungslagers Sobibór, und trat später als Nebenkläger bei den Sobibor-Prozessen auf. Schelvis hat seine Erlebnisse in einem Buch veröffentlicht, das als ein Standardwerk zum Vernichtungslager Sobibór gilt.

## Leben
Jules Schelvis, seine Frau Rachel und deren Familie wurden als Juden im Mai 1943 in Amsterdam durch die deutsche Polizei festgenommen. Es folgte die Deportation nach Sobibór über das Durchgangslager Westerbork. Schelvis, der in einem Transport von mehr als 3000 Personen nach Sobibór gelangte, war einer von 81 Männern, die als Arbeitshäftlinge selektiert wurden und so nicht schon am Tag der Ankunft in den Gaskammern ermordet wurden. Jules Schelvis überlebte als einziger seines Transports und war einer von achtzehn niederländischen Juden, die das KZ Sobibór überlebten. Als Arbeitshäftling brachte man ihn in das SS-Arbeitslager Dorohucza, danach in das  Ghetto von Radom. Später nach Auschwitz deportiert, entging er bei der Selektion erneut dem Tod durch Vergasung. Zuletzt befand er sich im KZ Vaihingen/Enz, welches ein Außenlager des KZ Natzweiler-Struthof war. Im März 1945 wurde Schelvis, der bis dahin zehn Konzentrationslager überlebt hatte, durch französische Truppen befreit. 
Schelvis hat seine Erlebnisse in Sobibór und den anderen Lagern, ergänzt mit Zeugenaussagen aus den Sobibór-Prozessen und Archivmaterial, in einem Buch veröffentlicht. Sein als Standardwerk geltendes Buch Vernichtungslager Sobibór erschien 1993 in den Niederlanden. Schelvis lebte in den Niederlanden, war jedoch trotz seines hohen Alters oft auf Vortragsreisen unterwegs.
Am 30. Juni 2014 fuhr Jules Schelvis die Strecke des Transportes von Amsterdam nach Sobibor erneut mit dem Zug und wurde dabei ohne Gage von den Musikern des niederländischen Nationalen Symphonie- und Kammerorchesters begleitet. Nach einem ersten Konzert in Amsterdam am 30. Juni 2014 las Schelvis am 2. Juli in Berlin die Geschichte der Reise auf Deutsch. Das dritte Konzert mit der Lesung von Jules Schelvis fand am 4. Juli in Lublin statt.

## Schriften
- Vernietigingskamp Sobibor. Bataafsche Leeuw, Amsterdam 1993.
  - Vernichtungslager Sobibór. Unrast Verlag, Münster 2003, ISBN 3-89771-814-6. (1. dt. Ausgabe: Metropol, Berlin 1998, ISBN 3-926893-33-8).
- Binnen de poorten. Bataafsche Leeuw, Amsterdam 1995.
  - Eine Reise durch die Finsternis. Ein Bericht über zwei Jahre in deutschen Vernichtungs- und Konzentrationslagern. Übersetzung Waltraut Hüsmert. Unrast Verlag, Münster 2005, ISBN 3-89771-815-4.
- Sobibor. Transportlijsten. Bataafsche Leeuw, Amsterdam 2001.